# Ilija Spasojević
Ilija Spasojević (Bar, Montenegro, 11 de septiembre de 1987) es un futbolista de Indonesia nacido en Yugoslavia que juega en la posición de delantero centro con el Bhayangkara FC de la Liga 1 de Indonesia desde el año 2024.

## Carrera

### Club
| Periodo   | Club                  |
| --------- | --------------------- |
| 2004-2005 | FK Vojvodina          |
| 2005-2006 | FK Sutjeska Nikšić    |
| 2006      | ČSK Čelarevo          |
| 2007-2009 | FC Dinamo Tbilisi     |
| 2009      | FK Borac Čačak        |
| 2010      | FK Liepājas Metalurgs |
| 2010      | Trikala FC            |
| 2011      | Bali Devata FC        |
| 2011-2013 | PSM Makassar          |
| 2013      | PS Mitra Kukar        |
| 2014      | Putra Samarinda       |
| 2015      | Persib Bandung        |
| 2016-2017 | Melaka United FC      |
| 2017      | Bhayangkara FC        |
| 2018-2024 | Bali United FC        |
| 2024-     | Bhayangkara FC        |

### Selección nacional
A nivel de selecciones menores jugó para Serbia y Montenegro en las categorías sub-17 y sub-20, y para Montenegro en la categoría sub-21.
En octubre de 2017 Spasojević ganó oficialmente la nacionalidad Indonesia. Spasojević debutó con Indonesia el 25 de noviembre de 2017 en la victoria por 2-1 sobre Guyana en un partido amistoso en Bekasi donde anotó los dos goles.
En diciembre de 2022 Spasojević fue convocado para jugar en el Campeonato de la AFF 2022 por el entrenador Shin Tae-Yong. Anotó en la victoria por 7-0 sobre Brunéi en la fase de grupos.

## Logros

### Club
- Umaglesi Liga: 2007-08
- Copa de Georgia: 2008-09
- Supercopa de Georgia: 2008
- Indonesia President's Cup: 2015[6]
- Premier League de Malasia: 2016
- Liga 1 de Indonesia: 2017,[7] 2019,[8] 2021–22

### Individual
- Jugador del mes de la PFAM (Premier League): julio de 2016,[9] Agosto 2016
- Bota de Oro de la Premier League de Malasia: 2016 (24 goles)
- Bota de Oro de todos los torneos de Malasia: 2016 (27 goles)
- Equipo ideal de la Liga 1 de Indonesia: 2019,[10] 2021-22
- Futbolista favorito de Indonesia en 2019[11]
- Futbolista del mes de la Liga 1 de Indonesia: septiembre de 2021,[12] Septiembre 2022
- Goleador de la Liga 1 de Indonesia: 2021-22[13]
- Equipo ideal por la APPI Indonesian Football: 2021-22[14]